# Лимонен
Лимонѐн (или още дипентѐн, C10H16) е оптично активен безцветен течен терпен с миризма на лимон. Оттам идва и името му, тъй като се съдържа в големи количества в кората на лимона и на други цитрусови плодове, както и в етеричните масла. Широко разпространен е в природата.
Съединението има моларна маса 136,24 g/mol, плътност 0,8411 g/cm3, точка на топене -95,2 °C и точка на кипене 176 °C.
Лимоненът намира индустриално приложение в производството на смоли, разтворители, повърхностно активни вещества, растителни инсектициди, както и в козметиката.